# Pier Giuliano Tiddia
Pier Giuliano Tiddia (Cagliari, 13 giugno 1929) è un arcivescovo cattolico italiano, dal 22 aprile 2006 arcivescovo emerito di Oristano.

## Biografia
Nasce a Cagliari, città capoluogo di provincia e sede arcivescovile, il 13 giugno 1929. È cugino dell'ex calciatore e allenatore Mario Tiddia.

### Formazione e ministero sacerdotale
Il 16 luglio 1950 è ordinato suddiacono, il 29 giugno 1951 diacono e il 16 dicembre seguente presbitero dall'arcivescovo Paolo Botto.
Il 13 gennaio 1952, sacerdote da meno di un mese, investito da un'auto viene ricoverato in coma all'Ospedale civile di Cagliari. In uno dei quattro giorni trascorsi tra la vita e la morte, don Tiddia riceve la visita di fra Nicola da Gesturi, oggi beato, che con poche parole restituisce la speranza ai genitori del futuro arcivescovo dicendo: «State tranquilli perché dovrà fare molto nella vita».
Dal 1966 al 1971 è rettore del Seminario arcivescovile di Cagliari.

### Ministero episcopale
Il 24 dicembre 1974 è nominato vescovo ausiliare di Cagliari, titolare di Minturno. Il 2 febbraio 1975 è consacrato vescovo dal cardinale Sebastiano Baggio, essendo co-consacranti principali gli arcivescovi Giuseppe Bonfiglioli e Paolo Carta.
Il 30 novembre 1985 è nominato arcivescovo metropolita di Oristano.
Il 22 aprile 2006 papa Benedetto XVI accetta la sua rinuncia al governo pastorale dell'arcidiocesi arborense in conformità al can. 401 § 1 del Codice di diritto canonico; gli succede Ignazio Sanna, del clero di Nuoro. Rimane amministratore apostolico dell'arcidiocesi fino all'ingresso del suo successore, avvenuto il 25 giugno seguente. Divenuto emerito si ritira nella città di Cagliari.
Il 12 marzo 2018 presso la basilica santuario di Nostra Signora di Bonaria a Cagliari, alla presenza della delegazione del Cagliari Calcio celebra la messa in suffragio di Davide Astori, con cui aveva un forte legame umano e spirituale. Concelebranti, tra gli altri, anche l'arcivescovo metropolita di Cagliari Arrigo Miglio.

## Genealogia episcopale e successione apostolica
La genealogia episcopale è:
- Cardinale Scipione Rebiba
- Cardinale Giulio Antonio Santori
- Cardinale Girolamo Bernerio, O.P.
- Arcivescovo Galeazzo Sanvitale
- Cardinale Ludovico Ludovisi
- Cardinale Luigi Caetani
- Cardinale Ulderico Carpegna
- Cardinale Paluzzo Paluzzi Altieri degli Albertoni
- Papa Benedetto XIII
- Papa Benedetto XIV
- Cardinale Enrico Enriquez
- Arcivescovo Manuel Quintano Bonifaz
- Cardinale Buenaventura Córdoba Espinosa de la Cerda
- Cardinale Giuseppe Maria Doria Pamphilj
- Papa Pio VIII
- Papa Pio IX
- Cardinale Alessandro Franchi
- Cardinale Giovanni Simeoni
- Cardinale Antonio Agliardi
- Cardinale Basilio Pompilj
- Cardinale Adeodato Piazza, O.C.D.
- Cardinale Sebastiano Baggio
- Arcivescovo Pier Giuliano Tiddia

La successione apostolica è:
- Arcivescovo Paolo Atzei, O.F.M.Conv. (1993)